# Pont de Perronet
Le pont de Perronet est un pont destiné au franchissement de l'Yerres, dans le département de l'Essonne en Île-de-France.

## Localisation
Le pont de Perronet est situé sur la commune de Brunoy, rue du Pont.

## Histoire
Le pont est construit de 1784 à 1787. L'architecte en est Jean-Rodolphe Perronet, premier directeur de l'école des ponts et chaussées.
L'édifice fait l'objet d'un classement au titre des monuments historiques depuis le 1er juillet 1991.